# Universidad Católica (station)
Universidad Católica är en tunnelbanestation på Metro de Santiagos linje 1 (den röda linjen). Den är en av de stationer på linje 1 som ligger längs med Santiagos huvudgata Avenida Libertador Bernardo O'Higgins (även kallad La Alameda). Namnet har stationen fått efter Universidad Católica de Chile, ett av stadens största universitet, som har sin huvudbyggnad här.